# Роза Мендес
Мілена Рука — канадська професійна реслерка і колишня модель. В даний час працює в WWE під псевдонімом Роза Мендес.

## Біографія
Roucka вивчала бізнес в Університеті Британської Колумбії, але покинула його заради кар'єри моделі. Виграла кілька конкурсів, у тому числі Пієль Дорадо в 2004 Piel, при цьому ставши першою північноамериканкою, яка перемогла, а також знімалася у різних рекламних роликах.

## Керування Прімо іЕпіко
Мендес почала керувати Прімо & Епіко 1 грудня 2011 на епізоді Суперзірки. 15 січня 2012 в Live Event в Окленді, штат Каліфорнія, Прімо і Епіко перемогли Повітряний Бум, і виграли чемпіонські титули командних змагань. На Preshow з WrestleMania XXVIII, Прімо і Епіко успішно захистили свої титули проти Братів Усо і Джастіна Гебріеля і Тайсона Кідда в потрійному командному матчі. 30 квітня на RAW, Прімо і Епіко програли титули Ар- Трусу і Кофі Кінгстону. Після втрати титулів, до Прімо, Епіко і Мендес приєдналася до AW, який включив їх в No Way Out PPV, де він їх зрадив і встав на сторону Primetime Players. З вересня 2012 і до кінця року, Прімо & Епіко відправляються в довгий програш.
19 листопада на епізоді RAW, Мендес вступила у ворожнечу з Хонцвогелем після його невдалого жарту. 1 грудня, Мендес об'єдналась з Ів Торрес і програла Ей Джей Лі і Кейтлін в таг — тім матчі, де Ів покинула Розу. 6 грудня на епізоді WWE Superstars Мендес напала на Хорнцвогля з букетом квітів як помстою за попередній місяць, але, у свою чергу, на неї напала Наталія. На SmackDown, Мендес і Прімо і Епіко програли Великому Калі і Хорнцвоглю.
Мендес супроводжує Прімо на ринг, де він змагався з Брудусом Клеем. Він програв, незважаючи на допомогу від Епіко. Після матчу Мендес стикається з Funkadactlys (Наомі і Кемерон). 4 січня на SmackDown Мендес об'єдналася з Прімо і Епіко і програла Наталії, Хорнцвоглю і Великому Калі в змішаному таг — тім матчі. Згодом Мілена взяла двомісячну перерву, щоб вирішувати особисті проблеми у себе вдома в Коста-Риці.

## Альянс з Мізом
26 серпня Мендес повернулася на RAW, разом із Мізом. Вони разом копіювали Фанданго і Саммер Рей.

## Інші медіа
Також Мілена знімалась в рекламних роликах для Trident, Lux Soap, і Chrysler протягом 2004 року. Стала прототипом Ізабель Діас У Need For Speed: Most Wanted.

## Особисте життя
Роза виросла у Ванкувері, Британська Колумбія, Канада, але має Чеське і Коста-Риканське походження. Вона вивчала кікбоксинг, муай-тай та бразильське джиу-джитсу. 18 травня 2012 року, Роза була потрапила в автомобільну аварію.
Улюблена телепередача Рози — Ultimate Fighting, фільми: Goodfellas і Casino, улюблена група — Heat. Любить піднімати важкі речі. Описує ідеальне побачення «Має бути щось протягом дня. Я хотіла б піти в похід в гори і подивитися на водоспади, при цьому захопити обід, а потім піти на вечерю і пізнати одне одного краще. Ніяких поцілунків на першому побаченні. Я ніколи не роблю цього. Ідеальне побачення — просто неба».
2014 року Рука здійснила камінг-аут як бісексауалка у Total Divas. Але у наступному інтерв'ю вона заявила, що вона гетеросексуалка.

## Реслінг
Фінішер
- Hell Makeover

Менеджери
- Бет Фенікс

- Алісія Фокс

## Титули і Нагороди
Florida Championship Wrestling
- Королева FCW (1 раз)

Ohio Valley Wrestling
- OVW Women's Championship (1 раз)

Pro Wrestling Illustrated
- PWI ranked her #50 of the best 50 female singles wrestlers in the PWI Female 50 in 2009

- PWI ranked her #43 of the best 50 female singles wrestlers in the PWI Female 50 in 2008

World Wrestling Entertainment
- Slammy Award for Best Use of Exercise Equipment

1. ↑  Dilluvio, Carrie (19 жовтня 2014). WWE Diva Rosa Mendes Reveals She Is Bisexual: "I Have Been With Girls Before"—See the Total Divas Recap!. E! Online News. Процитовано 19 січня 2015.
2. ↑  Rosa Mendes on John Cena and Nikki Bella Paige and Bisexuallity (англ.), процитовано 13 жовтня 2022